# Danville (Kansas)
Danville (ehemals Odell oder Coleville) ist eine Stadt im Harper County in Kansas. Das offizielle Gründungsdatum ist der 1. November 1926. Das U.S. Census Bureau hat bei der Volkszählung 2020 eine Einwohnerzahl von 29 ermittelt.

## Geographie
Danville liegt im Süden des Bundesstaates inmitten des Corn Belts, der in dieser Region maßgeblich vom Weizenanbau geprägt ist. Die Siedlung liegt zwischen U.S. Highway 160 und einer mehrgleisigen Bahnstrecke von BNSF Railway.
Der kleine Ort ist umgeben von landwirtschaftliche Nutzflächen und ist überwiegend von der Agrarindustrie geprägt. Im Norden der Siedlungsfläche, direkt am Bahngleis, befinden sich zwei Hochsilos für Getreide.

## Geschichte
Danville war ursprünglich unter dem Namen Odell bekannt. 1881 wurde der Ort in Coleville umbenannt, da eine gewisse Frau J.E. Cole das größte Anwesen im Ort übernommen hat. Der Ort entwickelte sich zu einem zentralen Ort, an dem sich eine Bahnlinie und einer Überlandstraße lag. Er zählte im Jahr 1910 etwa 200 Einwohner. Die flourierende Gemeinde verfügte über eine Bank, eine Post mit Telegraphenstation, diverse Geschäfte und einen Bahnhof. 1882 wurde sogar die Zeitung The  Danville Argus von R. K. Hicks herausgegeben. Als Mrs. Cole später das Grundstück verkaufte, wurde der Name in Danville geändert, nach Danville (Ohio). Im März 2022 wurde noch 28 Einwohner gezählt. Im Jahr 2020 betrug der Median des Jahresbruttoeinkommens aller Haushalte 35.439 US-Dollar, 2000 waren es noch 20.313 US-Dollar.
Die katholische Kirche der Unbefleckten Empfängnis wurde von 1904 bis 1907 erbaut. Der neogotische/neoromanische Bau ersetzte die provisorische Kirche St. Rose of Lima, die 1887 errichtet worden ist. Das neue Kirchengebäude wurde am 21. November 1907 eingeweiht und erhielt die Bezeichnung „Gem of the Prairies“. Regelmäßig werden in dieser Kirche noch Messen gelesen, obwohl die Einwohnerzahl des Ortes deutlich abgesunken ist. Etwa 200 Meter südlich der Kirche befindet sich der Calvary Cemetery.